# Європейський союз споживачів пива
Європейський союз споживачів пива (англ. European Beer Consumers' Union скорочення EBCU) — незалежна нерелігійна та політично не пов'язана міжнародна споживча організація. Організація була заснована в травні 1990 року в бельгійському місті Брюгге, трьома національними Європейськими пивними споживчими організаціями, що представляли Бельгію, Велику Британію та Нідерланди.

## Мета організації
- Збереження Європейської пивної культури;
- Просування традиційних сортів пива;
- Підтримка традиційних броварень;
- Захист прав споживачів пива.

## Члени організації
Організація має 13 постійних країн-членів:
| Країна          | Акронім | Назва організації                                     | Заснована |
| --------------- | ------- | ----------------------------------------------------- | --------- |
| Велика Британія | CAMRA   | Campaign for Real Ale                                 | 1971      |
| Нідерланди      | PINT    | Vereniging Promotie Informatie Traditioneel Bier PINT | 1980      |
| Бельгія         | ZYTHOS  | Zythos                                                | 2003      |
| Швейцарія       | ABO     | L'Association des Buveurs d'Orge                      | 1991      |
| Австрія         | BierIG  | BierIG Österreich                                     | 2002      |
| Данія           | DBE     | Danske Ølentusiaster                                  | 1998      |
| Норвегія        | NORØL   | Norske Ølvenners Landsforbund                         | 1993      |
| Фінляндія       |         | Olutliitto                                            | 1992      |
| Швеція          | SÖ      | Svenska Ölfrämjandet                                  | 1985      |
| Польща          | BP      | Bractwo Piwne                                         | 1995      |
| Італія          |         | Unionbirrai                                           | 1999      |
| Чехія           | SPP     | Sdružení přátel piva                                  |           |
| Ірландія        |         | Beoir                                                 | 2010      |

### Україна
Україна не є членом Європейського союзу споживачів пива.